# カール＝ヨハン・ヨンソン
カール＝ヨハン・ヨンソン（Karl-Johan Johnsson、1990年1月28日 - ）は、スウェーデン・ハッランド県ラホルム出身のサッカー選手。元スウェーデン代表。RCストラスブール所属。ポジションはGK。

## 経歴

### クラブ
15歳で出身地にほど近いハルムスタッズBKの下部組織に入団。2008年8月24日のユールゴーデンIF戦で、マグヌス・バーンの負傷退場に伴い途中出場しトップチームデビュー。11月20日、マンチェスター・シティFCのトレーニングに1週間ほど参加した。2010年シーズンの後半からレギュラーに定着。
2013年1月1日、オランダのNECナイメヘンに移籍。
2014年7月11日、デンマーク・スーペルリーガのラナースFCと3年契約を結んだ。
2016年6月28日、リーグ・アンのEAギャンガンに移籍。
2019年7月12日、FCコペンハーゲンと4年契約を結んだ。

### 代表
各年代においてスウェーデン代表でプレー。
2012年1月、A代表の中東ツアーに参加するメンバーに選ばれた。1月23日、カタール代表とのフレンドリーマッチで途中出場し初キャップ。
2018年5月、2018 FIFAワールドカップ参加メンバー23人の一人に選ばれた。

## 代表歴

### 出場大会
- スウェーデン代表
  - 2018 FIFAワールドカップ

### 試合数
- 国際Aマッチ 9試合 0得点（2012年-2021年）[13]

| スウェーデン代表 | 国際Aマッチ | 国際Aマッチ |
| 年               | 出場        | 得点        |
| ---------------- | ----------- | ----------- |
| 2012             | 1           | 0           |
| 2013             | 0           | 0           |
| 2014             | 0           | 0           |
| 2015             | 1           | 0           |
| 2016             | 1           | 0           |
| 2017             | 1           | 0           |
| 2018             | 3           | 0           |
| 2019             | 0           | 0           |
| 2020             | 1           | 0           |
| 2021             | 1           | 0           |
| 通算             | 9           | 0           |

## タイトル

### 個人
- デンマーク・スーペルリーガ年間最優秀GK